# Epicuro
Epicuro (in greco antico: Ἐπίκουρος?, Epíkouros, "alleato" o "compagno, soccorritore", in latino Epicurus; Samo, 10 febbraio 341 a.C. – Atene, 270 a.C.) è stato un filosofo greco antico.
Fu discepolo dello scettico democriteo Nausifane e fondatore di una delle maggiori scuole filosofiche dell'età ellenistica e romana, l'epicureismo, che si diffuse dal IV secolo a.C. fino al II secolo d.C., quando, avversato dai Padri della Chiesa subì un rapido declino, per essere poi rivalutato secoli dopo dalle correnti naturalistiche dell'Umanesimo, del Rinascimento e dal razionalismo laico illuminista.

## Biografia
Nato nel 341 a.C., probabilmente il ventesimo giorno del mese di Gamelione (10 febbraio), del terzo anno della 109ª Olimpiade, sotto l'arcontato di Sosigene (342 a.C.-341 a.C.) sull'isola di Samo. Figlio di Neocle, un maestro di scuola, e di Cherestrata, un'indovina, fu chiamato Epicuro (che significa pressappoco "soccorritore") in onore di Apollo (questo era uno degli epiteti del dio). Frequentò la scuola di Panfilo, seguace del pensiero platonico, e successivamente quella del democriteo Nausifane a Teo, località sulle coste dell'Asia Minore.
All'età di 32 anni, dopo avere elaborato una sua dottrina, fondò la sua scuola, prima a Mitilene e a Lampsaco, e infine nel 306 a.C. ad Atene, dove aveva già vissuto per il servizio militare, il cosiddetto periodo di "efebato", richiesto anche agli abitanti di Samo. L'isola era infatti stata parte integrante della vecchia lega delio-attica, e inoltre il padre era originario proprio di Atene, essendo uno dei coloni mandati nel 352 a.C., il che faceva di Epicuro un cittadino ateniese a tutti gli effetti. Pochi anni dopo gli ateniesi di Samo saranno tutti cacciati per opera dei vecchi abitanti, che avevano perso la loro isola dopo una guerra contro Atene: Epicuro, i fratelli e il fedele schiavo dovettero viaggiare per avere un luogo dove risiedere in pace, al riparo dalle persecuzioni che i platonici avrebbero fomentato.
Acquistò quindi una casa ad Atene, per ottanta mine, dove istituì la scuola. La casa era dotata di un giardino (in greco κῆπος; da cui il nome di "filosofia del giardino" dato all'epicureismo, "filosofi del giardino" i seguaci) dove i discepoli, tra i quali anche donne, come la famosa etera Leonzia, e persino schiavi, seguivano le lezioni del maestro e ne studiavano gli scritti, vivendo, come lui stesso, in maniera semplice e frugale, trattati come compagni e in maniera democratica, qualunque fosse la condizione sociale. Fu uno dei primi filosofi a teorizzare un egualitarismo sostanziale fra gli esseri umani. Anche i suoi tre fratelli si dedicarono con lui alla filosofia. Sebbene fosse assertore della non partecipazione alla vita sociale e politica, sostenne il governo macedone, che durante la giovinezza del filosofo si estese al resto della Grecia con le conquiste di Filippo II e Alessandro Magno.
La filosofia della scuola del "giardino" era in polemica con le dottrine socratico-platoniche e con l'aristotelismo, ma anche con le scuole minori come i cinici, i megarici, i cirenaici e con lo stoicismo, l'altra grande scuola ellenistica, che stava iniziando a diffondersi proprio in quel periodo. Secondo Diogene Laerzio, lo stoico Diotimo mise in circolazione false lettere per diffamarlo, così come lo diffamarono anche Plutarco e molti altri esponenti delle scuole rivali.

Epicuro morì ad Atene di calcoli renali e per le relative complicanze (probabilmente per grave infezione delle vie urinarie), all'età di settantadue anni circa, nel secondo anno della 127ª Olimpiade, sotto l'arcontato di Pitarato (271 a.C.-270 a.C.), quindi probabilmente tra febbraio e dicembre del 270 a.C.. Epicuro scrisse una lettera, della quale rimane un frammento, a Ermarco poco prima della morte: 
(Epicuro a Ermarco, riportato da Diogene Laerzio)
(Diogene Laerzio)

## Opere

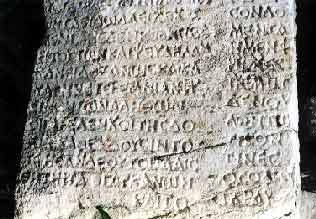
Una parte dell'iscrizione di Diogene di Enoanda, in una delle prime fotografie scattate

### Sulla Natura
Dei numerosi testi di Epicuro ci è stato tramandato pochissimo: Diogene Laerzio, al quale dobbiamo un elenco delle opere del filosofo, riferisce che molte delle opere epicuree erano trattati di alto livello scientifico, volti ad affrontare in modo sistematico lo studio della natura come Degli Atomi e del vuoto e in particolare il Della Natura (il titolo sarà poi ripreso da Lucrezio per il suo poema) in 37 libri dei quali sono stati ritrovati frammenti nella villa dei papiri di Ercolano, dove visse il filosofo epicureo Filodemo di Gadara, la cui biblioteca fu riportata alla luce negli scavi del 1750. Grazie a una parte dei frammenti ritrovati si è potuto ricostruire una discreta porzione dell'opera, da più libri; perduto anche "Περὶ κριτηρίου ἢ Κανών" (Sul Criterio o Canone) che probabilmente era un testo di logica.

### Epistolario
Quanto ci resta sono tre lettere di carattere divulgativo, come dice lo stesso Epicuro, il che rende difficile la ricostruzione precisa della sua dottrina. Quasi tutto quello che abbiamo lo dobbiamo proprio a Diogene Laerzio, che nella sua Raccolta delle vite e delle dottrine dei filosofi include tre epistole dottrinali complete, inviate ad amici e discepoli (Erodoto, Meneceo e Pitocle): la Lettera a Erodoto, in cui esprime il suo pensiero sulla fisica; la Lettera a Meneceo, che tratta di etica; la Lettera a Pitocle, sulla conoscenza.
Lo stesso Diogene Laerzio riferisce di altre lettere, riportandone frammenti dopo la sua biografia: una, ad esempio, indirizzata a Leonzio, un'altra alla madre Cherestrata, dove si tratta dei sogni; a Polieno di Lampsaco, come attesta Lucio Anneo Seneca, e sono note ancora, da altre fonti, lettere a Ermarco, all'allieva Temista, a Idomeneo di Lampsaco, a Colote. Frammenti di alcune lettere sono stati parzialmente ritrovati nelle iscrizioni fatte riprodurre da Diogene di Enoanda, epicureo del II o III secolo d.C., su una parete del portico della sua città natale, per oltre, fino al 1987, 209 frammenti, in particolare della fisica e dell'etica.

### Altre opere
Di altre opere citate dalle fonti abbiamo frammenti più o meno estesi, spesso non testualiː Su scelte e cose da evitare (due frammenti nell'edizione classica di Usener); Dichiarazioni (un frammento); Antidoro, in due libri (un frammento); Sulla regalità (due frammenti); Sui tipi di vita, in quattro libri (nove frammenti); Contro Democrito (due frammenti); Problemi (quattro frammenti); Sui doni e la gratitudine (un frammento); Sul destino (un frammento); Grande Epitome (tre frammenti); Piccola Epitome (un frammento); Temista (un frammento); Contro Teofrasto (almeno due libri, per due frammenti); Sugli dei (quattro frammenti); Sul criterio, o il canone (due frammenti); Metrodoro, in cinque libri (un frammento); Sulla Santità (tre frammenti); Teorie sulle passioni, contro Timocrate (un frammento); Sulla ricchezza (quattro frammenti); Sulla retorica (dodici frammenti); Dottrina degli elementi (dodici libri, un frammento); Simposio (nove frammenti);  Sul fine (sei frammenti); Timocrate, in tre libri (due frammenti).

### Massime e testimonianze indirette
Diogene riporta sempre le Massime capitali, estratto divulgativo dalle opere maggiori (40 massime) e in altra tradizione manoscritta è giunto lo Gnomologio Vaticano epicureo, altra compilazione divulgativa. Certe massime di Epicuro sono ricordate anche da altri filosofi e scrittori, ad esempio nei Colloqui con sé stesso dell'imperatore romano Marco Aurelio che, pur essendo uno stoico, parla con molto rispetto e attenzione di lui.
Tuttavia la maggior parte delle informazioni sulla filosofia epicurea ci viene dalle fonti indirette, tra cui merita una menzione particolare Cicerone, che in gioventù era filosoficamente vicino all'epicureismo, e nel suo trattato De finibus bonorum et malorum fa esporre da un interlocutore (Torquato) una descrizione sistematica del pensiero di Epicuro e dei suoi discepoli, grazie alla quale viene alla luce uno spessore filosofico non evidente nei frammenti a noi pervenuti. Inoltre il poema latino De rerum natura di Lucrezio ci restituisce un'immagine fondamentale della filosofia epicurea, sebbene non si possa trascurare l'indubbia componente di originalità dell'autore, che è più pessimista rispetto a Epicuro (oltre a essere molto più critico nei confronti della religione, al limite dell'ateismo), così come interessanti sono i frammenti degli scritti di Filodemo ritrovati nella citata villa dei papiri a Ercolano. Descrizioni di concetti epicurei si trovano anche in alcune poesie di Quinto Orazio Flacco, poeta romano della corte di Augusto, ma di ispirazione epicurea. 
In ogni caso, nel rifarsi alla tradizione indiretta bisogna ricordare che queste opere, per quanto attendibili, presentano una componente di parzialità dovuta al coinvolgimento sociale e politico degli autori, sia che l'intento fosse polemico (Cicerone o anche Plutarco) o celebrativo (Lucrezio), che deve essere tenuto in considerazione se si vuole cercare di comprendere il più possibile il pensiero originale di Epicuro.

## Il pensiero
(Epicuro, Lettera sulla felicità (a Meneceo), 125, traduzione di Angelo Pellegrino, Stampa alternativa, Milano 1992.)

### Canonica
Come prima cosa nella Lettera a Erodoto, Epicuro sottolinea come sia importante avere un modello di riferimento, una teoria, diremmo oggi, nella quale inquadrare i fenomeni studiati, e questo è possibile solo se si «riduce il complesso della dottrina in elementi e definizioni semplici». Egli chiama questo metodo di ricerca, preliminare alla ricerca stessa, "canonica", ovvero «scienza del canone» che indica i principi fondamentali del pensare e dell'agireː canonica deriva infatti dalla parola "canone" (dal greco κανών -όνος, derivato di κάννα "canna", in latino canon -ŏnis, termine che indicò originariamente la canna, e quindi il regolo usato dagli artigiani per eseguire misure). La canonica quindi vuole stabilire le regole del pensare. Le regole indicate dalla logica aristotelica sono, secondo Epicuro, delle semplici parole che di per sé non servono per chi vuole elaborare una teoria fisica, che dovrà invece ricorrere all'esperienza sensibile, tradotta in un modello che deve essere alla base di una scienza della natura.
Il concetto di modello è effettivamente ciò che ha reso potente la scienza moderna, modello come qualcosa che si usa per spiegare la realtà, ma che non è la realtà: cioè un fenomeno può essere spiegato da un modello, ma non è il modello, anzi, un fenomeno può anche essere spiegato con modelli diversi, la cosa importante è che i diversi modelli siano in accordo con i dati sperimentali. Dice Epicuro nella Lettera a Pitocle: «non bisogna infatti ragionare sulla natura per enunciati privi di riscontro oggettivo e formulazione di principi teorici, ma in base a ciò che l'esperienza sensibile richiede.» Questa sarà poi la base teorica della scienza sperimentale.

### Fisica
Epicuro riprende nella fisica la teoria atomistica – secondo la quale l'entità fondamentale della materia, l'atomo, esiste da sempre – di Democrito e Leucippo. Quest'ultimo, secondo le affermazioni di Epicuro riportate da Diogene Laerzio, non sarebbe mai esistito, ma viene clamorosamente smentito dai suoi stessi allievi in ambito campano. Nei Papiri Ercolanensi, infatti, si parla di Leucippo e gli si attribuisce la Grande cosmologia negandola a Democrito, che se ne sarebbe preso arbitrariamente la paternità.
La novità introdotta da Epicuro rispetto a Leucippo sta però nel fatto che egli non considera più la forma degli atomi ma il loro peso. Mentre per Leucippo il moto vorticoso degli atomi permetteva lo scontro e la formazione dei corpi, per Epicuro gli atomi, indeterminati di numero ma pur sempre finiti, eternamente si muovono per il loro stesso peso seguendo un percorso rettilineo per linee parallele in un vuoto a sua volta infinito.
Questa concezione del moto degli atomi avrebbe comportato l'impossibilità dell'incontro degli atomi e la loro aggregazione nei corpi. Epicuro allora introduce nella sua teoria il fenomeno della deviazione (in greco παρέγκλισις, parenklisis, declinazione, inclinazione; in latino clinamen) casuale che interviene nella caduta in verticale degli atomi facendoli deviare dal loro percorso verticale determinandone così collisioni in base alle quali questi possano aggregarsi originando i corpi estesi.
Su questa sorta di pioggia degli atomi l'intervento della deviazione può interrompere il fenomeno naturale che si stava formando dando luogo a un altro diverso effetto. Nella causalità meccanica e deterministica della natura Epicuro salva così l'elemento della casualità nella formazione degli eventi naturali.

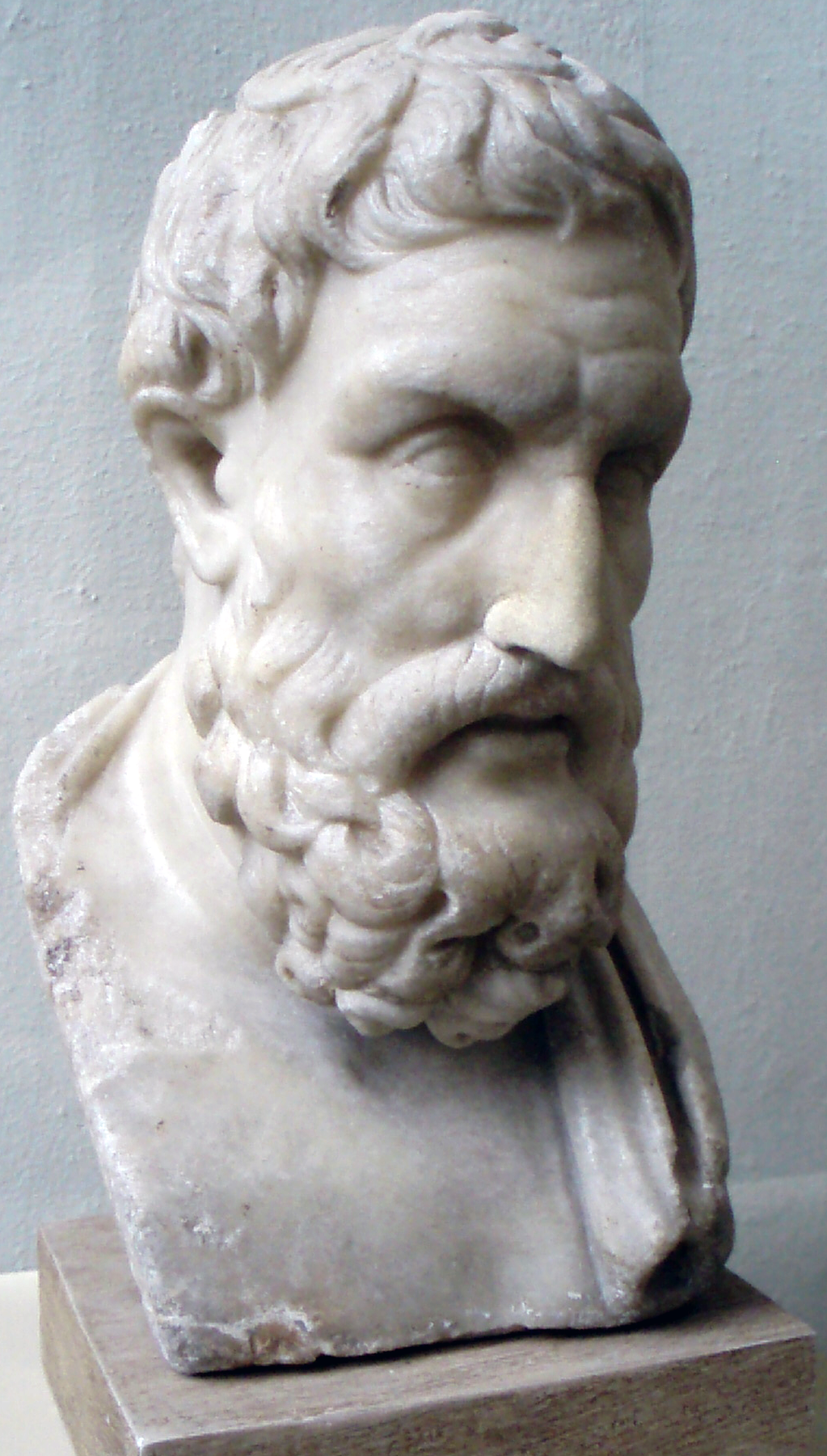
Busto di Epicuro (Pergamonmuseum, Berlino)

#### Su sensazione e prolessi
Importante è anche la teoria della sensazione che il filosofo tratteggia. Gli stimoli sensoriali dei corpi sono il prodotto di "simulacri" (pellicole atomiche che si distaccano continuamente dai corpi conservandone la configurazione) che toccano gli organi di senso del soggetto percipiente, in particolare la vista. Scrive Epicuro:
Nel processo conoscitivo l'uomo si avvale della prolessi, un'anticipazione delle future conoscenze originata dalle particolari esperienze sensibili fatte in passato e di cui conserviamo il ricordo che applichiamo ai dati empirici in atto.
Epicuro avverte che la sensazione che ricaviamo con la prolessi di per sé è sempre vera (ad esempio un ramo che immerso nell'acqua appare spezzato) l'errore dipende dal giudizio successivo che noi le attribuiamo.

#### Il linguaggio
Per quanto concerne il linguaggio, riallacciandosi alle teorie di Prodico di Ceo, dei sofisti e di Platone nel suo Cratilo, Epicuro ritiene che il linguaggio abbia aspetti naturali e insieme convenzionali.
Rimanendo nell'ambito del suo atomismo egli pensa che, come accade per i corpi che sono diversi a seconda degli atomi che li hanno formati, così dall'incontro di "atomi linguistici", che esistono per natura e che sono gli stessi per tutti gli uomini, nascano diversi linguaggi che si formano per convenzione.
In particolare egli ritiene che ogni sensazione si possa esprimere in un suono, in «soffio che batte». In base alle varie situazioni in cui gli uomini "soffiano" gli atomi linguistici, si verificano così diversi suoni che, convenzionalmente, formano nomi che sono diversi pur provenendo dalle stesse sensazioni. Non esistono quindi linguaggi inferiori come espressione di mancata civilizzazione, non ci sono lingue "barbare" ma queste sono tutte rappresentazioni della stessa razionalità che è alla base dei differenti modi convenzionali di esprimersi degli uomini.

#### La natura
Il pensiero scientifico di Epicuro presenta molti aspetti che ricordano il pensiero scientifico moderno, la cui nascita viene tradizionalmente fatta risalire a Galileo Galilei, ideatore del metodo sperimentale. Questo pensiero, come emerge anche nella versione organica tramandata da Lucrezio, anticipa con la sua versione dell'atomismo e dell'atomo indivisibile (da questo deriva il nome atomo dato alla particella della materia in fisica, anche se in realtà esso è divisibile in molte parti) perfino la moderna meccanica quantistica di 23 secoli dopo - e la fisica delle particelle, in cui il quanto è la rappresentazione di tutte le particelle indivisibili - verificata sperimentalmente; un esempio è l'esperimento di Rutherford del 1911, che provò che la materia era fatta per la maggior parte di vuoto, come sosteneva già l'epicureismo, inserendo questo concetto nella filosofia. Nel libro II del trattato Sulla natura e in Contro Teofrasto Epicuro espone la sua teoria sulla luce visibile: ipotizza l'esistenza di particelle di luce, simili a quelle che nella fisica moderna furono dette "quanti di luce" e poi fotoni, e sostiene a differenza di altri contemporanei che i colori non siano intrinseci ai corpi o all'occhio, ma legati alla rifrazione, come dimostrerà Isaac Newton. Epicuro anticipò anche l'idea eliocentrica che sarà sostenuta poi dell'astronomo suo concittadino Aristarco di Samo, sostenendo che la Terra non fosse il centro dell'universo come affermato da Aristotele.

### Etica
Nell'etica Epicuro riprende concettualmente l'edonismo dei Cirenaici, ma mentre per questi il piacere è dinamicamente inteso come continua ricerca del piacere, sempre goduto effimeramente, per Epicuro è statico, assicurato cioè dalla eliminazione del dolore, avvenuta una volta per tutte, procurando così la salute dell'anima non più costretta a un'affannosa ricerca del piacere. Un'anima che «è una sostanza corporea composta di sottili particelle», cioè di atomi molto mobili. Grazie a questa concezione egli libera l'uomo dalla paura della morte poiché, quando questa si verifica, il corpo, e con esso l'anima, ha già cessato di esistere e quindi cessa anche di provare sensazioni. Per questo motivo sarebbe stolto temere la morte come causa di sofferenza in quanto la morte è privazione di sensazioni.

#### La teodicea
Inoltre egli affronta anche la questione degli dei che, secondo la teodicea di Epicuro, non si occupano dell'uomo in quanto vivono negli intermundia, cioè in spazi situati fra gli infiniti mondi reali, e del tutto separati da questi; essi perciò non hanno esperienza dell'uomo. Affronta quindi la questione del male rispetto agli dei e procede per gradi:
- Gli dei non vogliono il male, ma non possono evitarlo (gli dei risulterebbero buoni ma impotenti, non è possibile).
- Gli dei possono evitare il male, ma non vogliono (gli dei risulterebbero cattivi, non è possibile).
- Gli dei non possono e non vogliono evitare il male (gli dei sarebbero cattivi e impotenti, non è possibile).
- Gli dei possono e vogliono; ma poiché il male esiste allora gli dei esistono ma non si interessano dell'uomo. Questa è la conclusione che Epicuro considera vera: gli dei sono indifferenti alle vicende umane e si chiudono nella loro perfezione.[42]

Tali considerazioni di tipo fisico, cosmologico e teologico spingono Epicuro a considerare la felicità come coincidente con l'assenza di paure e timori che condizionano l'esistenza in modo negativo. Ritiene inoltre che il male derivi dai desideri che, se non appagati, generano insoddisfazione e quindi dolore, che possono essere artificiali e naturali (necessari e non necessari). È inoltre doveroso aggiungere che il motivo per cui Epicuro afferma che gli dei si disinteressino dell'uomo è che essi, nella loro beatitudine e perfezione, non hanno bisogno di occuparsi degli uomini. Affermare che per gli dei sia necessario occuparsi di qualcosa, in questo caso degli uomini, significherebbe dare un limite al potere immenso degli dei, che, invece, non hanno bisogno di interessarsi della vita terrena. Questa concezione di indifferentismo religioso è detta "semi-ateismo".

#### Il «tetrafarmaco o quadruplice rimedio»
Epicuro ritiene che la filosofia debba diventare lo strumento, il mezzo, teorico e pratico, per raggiungere la felicità liberandosi da ogni passione irrequieta.
Propone quindi un "quadrifarmaco" capace di liberare l'uomo dalle sue quattro paure fondamentali:
| Mali                                          | Terapia |
| --------------------------------------------- | --- |
| 1) Paura degli dei e della vita dopo la morte | Gli dei sono perfetti quindi, per non contaminare la loro natura divina, non si interessano delle faccende degli uomini mortali e non impartiscono loro premi o castighi. |
| 2) Paura della morte                          | Quando noi ci siamo ella non c'è, quando lei c'è noi non ci siamo più. |
| 3) Mancanza del piacere                       | Esso è facilmente raggiungibile seguendo il calcolo epicureo dei bisogni da soddisfare, che saranno quelli fondamentali, e non quelli superflui. |
| 4) Dolore fisico                              | Se il male è lieve, il dolore fisico è sopportabile, e non è mai tale da offuscare la gioia dell'animo; se è acuto, passa presto; se è acutissimo, conduce presto alla morte, la quale non è che assoluta insensibilità. Per quanto riguarda i mali dell'anima Epicuro afferma che essi sono prodotti dalle opinioni fallaci e dagli errori della mente, contro i quali ci sono la filosofia e la saggezza. |

#### Edonismo
Parte fondamentale dell'etica epicurea, comunque, è l'edonismo:
Uomo o donna, ricco o povero, ognuno può essere felice.»
Epicuro ritiene che il sommo bene sia il piacere (ἡδονή, edonè). È necessario comprendere a fondo questo termine; Epicuro distingue due fondamentali tipologie di piacere: piacere catastematico (statico) e piacere cinetico (dinamico). Per piacere cinetico si intende il piacere transeunte, che dura per un istante e lascia poi l'uomo più insoddisfatto di prima. Sono piaceri cinetici quelli legati al corpo, alla soddisfazione dei sensi. Lucrezio poi definirà questo piacere come "voluptas", cioè il piacere erotico e materiale ma non necessario al raggiungimento della felicità. Il piacere catastematico è invece durevole, e consta della capacità di sapersi accontentare della propria vita, di godersi ogni momento come se fosse l'ultimo, senza preoccupazioni per l'avvenire. La condotta, quindi, deve essere improntata verso una grande moderazione: meno si possiede, meno si teme di perdere.
Epicuro elabora una specie di catalogazione dei bisogni che se soddisfatti procurano eudemonia (letteralmente "star insieme a un buon demone", "serenità"):
- Bisogni naturali e necessari, come ad esempio bere acqua per dissetarsi: questi soddisfano interamente poiché essendo limitati possono essere completamente colmati.
- Bisogni naturali ma non necessari: come ad esempio per dissetarsi bere vino, certo non avrò più sete ma desidererò bere vini sempre più raffinati e quindi il bisogno rimarrà in parte insoddisfatto.
- Bisogni né naturali né necessari, come ad esempio il desiderio di gloria e di ricchezze: questi non sono naturali, non hanno limite e quindi non potranno mai essere soddisfatti.

Da qui nacque l'accusa dei padri della Chiesa cristiani che Epicuro suggerisse uno stile di vita rozzo e materiale, indegno dell'uomo. In realtà Epicuro non indica quali debbano essere i bisogni naturali e necessari da soddisfare, poiché è demandato alla ragione dell'uomo stabilire quali per lui siano i bisogni essenziali, naturali da soddisfare. Come è stato commentato, per Cesare, ad esempio, poteva essere ininfluente il bisogno di mangiare e bere, mentre era veramente naturale e necessario soddisfare il suo ineliminabile desiderio di gloria.
Epicuro paragona la vita a un banchetto (metafora poi ripresa dallo stoico Epitteto), dal quale si può essere scacciati all'improvviso. Il convitato saggio non si abbuffa, non attende le portate più raffinate, ma sa accontentarsi di quello che ha avuto ed è pronto ad andarsene appena sarà il momento, senza alcun rimorso. Il piacere catastematico è profondamente legato ai concetti di atarassia (ἀταραξία) e aponia (ἀπονία).

#### L'amicizia

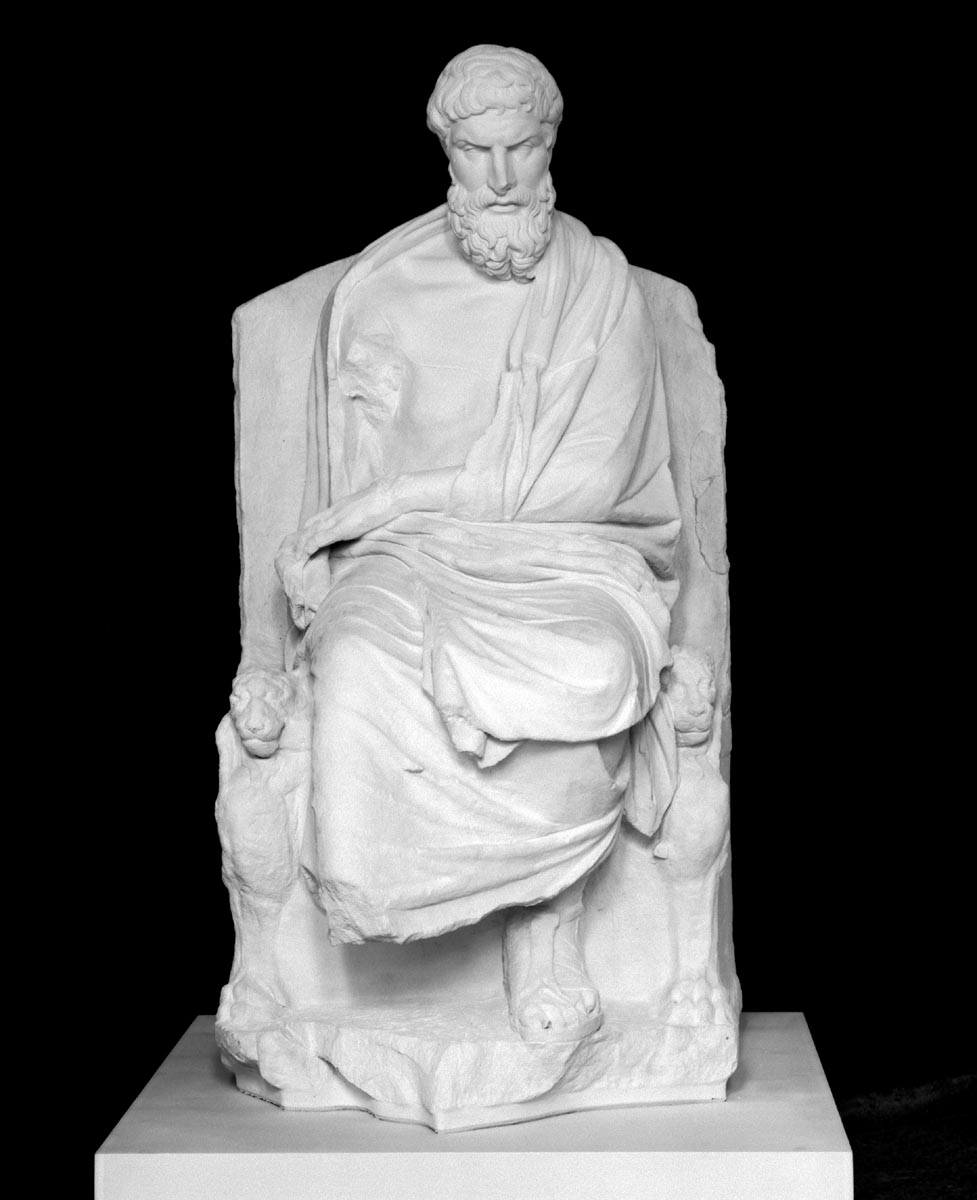
Statua di Epicuro

Importante è quindi l'amicizia, intesa come reciproca solidarietà tra coloro che cercano insieme la serena felicità.
L'amicizia sostituisce in un certo modo i rapporti sociali, poiché Epicuro contesta l'identificazione dell'uomo con il cittadino anche se riconosce l'utilità per la società delle leggi, che vanno rispettate poiché calpestandole non si può avere la certezza dell'impunità e quindi rimarrebbe il timore di un castigo, che turberebbe la serenità per sempre. La politica è «un inutile affanno»; l'uomo dovrà invece essere contento del vivere appartato, secondo la concezione epicurea del "vivere nascostamente" ("vivi nascosto", in greco antico λάθε βιώσας, lathe biosas). Il disimpegno degli epicurei, che teorizzano una vita serena e ritirata, congiunto a un'interpretazione superficiale del concetto epicureo di "piacere", ha portato nei secoli a una visione distorta dell'epicureismo, spesso associato all'edonismo egoistico o a quello dei cirenaici, con cui nulla ha a che fare. La filosofia epicurea si distingue al contrario per una notevole carica "illuministica" e morale: insegna a rifiutare ogni superstizione o pregiudizio in una serena accettazione dei propri limiti e delle proprie potenzialità.
L'etica epicurea quindi, come l'utilitarismo, è stata anche definita consequenzialista poiché identificherebbe il bene a seconda degli effetti dei propri comportamenti. Questa interpretazione è stata contestata poiché si fonderebbe su una singola frase della Lettera a Meneceo non ripresa negli altri testi epicurei.

#### Gli animali e il vegetarianismo
Inoltre, Epicuro critica l'antropocentrismo aristotelico, pur non rigettando il primato umano sugli animali, e sostiene che tutti gli esseri viventi sono dotati di sensibilità e ricercano il piacere come gli uomini, cercando di evitare il doloreː dunque, a differenza dei platonici, il suo rispetto verso la vita animale si fonda su basi sensistiche e non prettamente religiose o filosofiche.
Epicuro non prescrisse il vegetarianismo; tuttavia, almeno secondo la testimonianza del platonico Porfirio di Tiro, egli era personalmente vegetariano e spinse i discepoli al rispetto per gli animali e a una dieta priva di carni. Nei frammenti a noi pervenuti delle sue opere, Epicuro raccomanda più volte di cibarsi frugalmente, preferibilmente di pane, formaggio e acqua, come faceva lui stesso.

## Fortuna
Epicuro, ancora in vita, aveva invitato i suoi discepoli a festeggiare il suo compleanno e aveva stabilito nel suo testamento che si continuasse a celebrarlo il decimo giorno di Gamelione, e che il ventesimo giorno di ogni mese gli epicurei si riunissero tra di loro per ricordare lui e il suo intimo amico Metrodoro. Plinio il Vecchio scrive che questa ricorrenza, poi chiamata "festa delle Icadi", era ancora celebrata nel I secolo d.C.
Questa sacralità del personaggio si ritrova nelle espressioni di Tito Lucrezio Caro, che chiamava Epicuro «un Dio». Nel poema De rerum natura scrive quattro "inni a Epicuro" (detti anche "elogi" o "trionfi di Epicuro").
(Lucrezio, La natura delle cose)
Nel II secolo d.C. Luciano di Samosata, sofista simpatizzante dell'epicureismo, si riferiva al maestro come «divino sacerdote della verità» e «liberatore di coloro che ne seguono le dottrine».

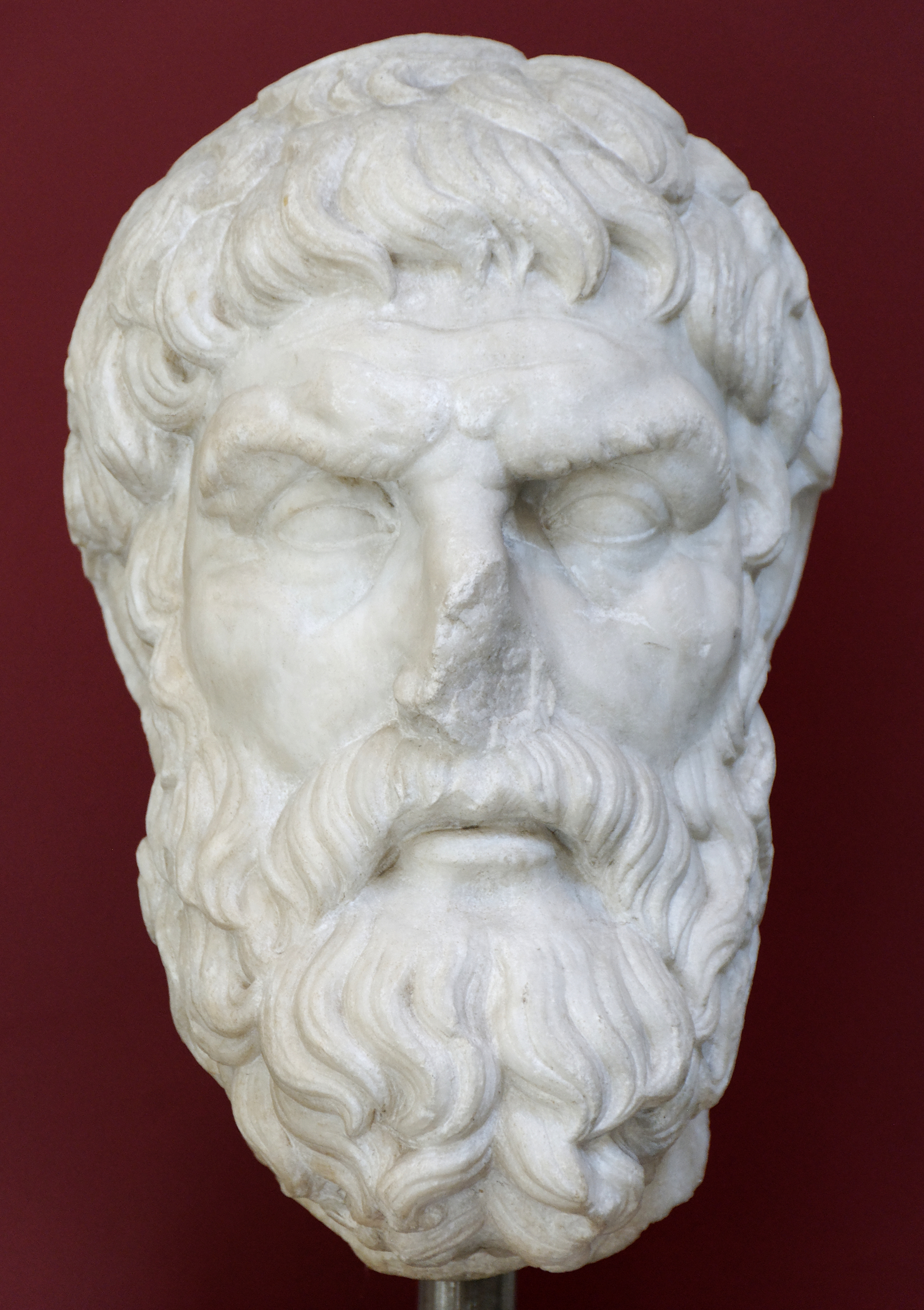
Epicuro, copia romana di un originale greco (conservata al Museo Nazionale Romano)

Epicuro venne screditato dalle scuole rivali, in primis dai platonici, e poi dai cristiani, a causa del suo materialismo e della teoria del piacere. Fu l'unico filosofo antico a essere criticato negli Stromateis di Clemente Alessandrino.
Nel Medioevo la parola "epicureo" era sinonimo di "ateo, irreligioso ed eretico": in tal senso è usata da Dante Alighieri, che condanna come epicurei Cavalcante dei Cavalcanti (padre del suo amico Guido Cavalcanti), l'imperatore Federico II e Farinata degli Uberti (il quale probabilmente era in realtà un simpatizzante del catarismo); tutti e tre personaggi per cui prova stima umana e politica, ma che condanna dal punto di vista ideologico, mentre il materialista semplice Democrito è invece collocato stranamente tra i giusti pagani del Limbo, anche se biasimato per la sua teoria del mondo creato con casualità.
Saranno il Rinascimento umanistico, tranne le correnti neoplatoniche, e l'abate Pierre Gassendi nel XVII secolo, a rivalutare il suo pensiero. In particolare Gassendi, nel Syntagma philosophiae Epicuri del 1649 ("Compendio della filosofia di Epicuro"), interpretava la filosofia epicurea in senso cristiano e se ne serviva per respingere l'astratta metafisica cartesiana. Proponendolo come maestro di vita e di morale, attingeva al suo pensiero nella polemica anti-scolastica e anti-platonica. Nelle discussioni circa la nuova visione scientifica dell'universo affermava che l'atomismo epicureo, ponendo il vuoto, fosse l'unica filosofia compatibile con la realtà scientifica che si andava allora delineando. Epicuro è stato considerato come uno dei precursori anche dall'utilitarismo.
L'epicureismo fu, poi, stimato anche da vari intellettuali illuministi, come il barone d'Holbach e Julien Offray de La Mettrie (autore del Sistema di Epicuro), e in epoca successiva da Ugo Foscolo, Giacomo Leopardi, Percy Bysshe Shelley, Karl Marx, Arthur Schopenhauer, Friedrich Nietzsche.

### Edizioni e traduzioni
- Hermann Usener (edidit), Epicurea, Lipsiae 1887 (rist. Roma 1963; Stutgardiae 1966) e, con trad. it. a cura di I. Ramelli, Milano 2002; trad. it. di L. Massa Positano, senza testo greco a fronte, Padova 1969.
- Epicuro, Opere, frammenti, testimonianze sulla sua vita, a cura di Ettore Bignone, Bari, Laterza, 1920. Ospitato su Internet Archive.
- Hermann Usener, Glossarium Epicureum, a cura di Marcello Gigante e W. Schmid, Roma 1977.
- Carlo Diano, Epicuri Ethica (edidit adnotationibus instr. C.D. Florentiae, in aedibus Sansonianis, 1946.
- Carlo Diano, Lettere di Epicuro e dei suoi nuovamente o per la prima volta edite da C.D., Firenze, Sansoni 1946.
- Carlo Diano, Scritti epicurei, Firenze 1974.
- Carlo Diano, Epicuro, Scritti morali, BUR Milano 1987, 2021.
- Epicuro, Opere, introduzione, testo critico, traduzione e note di Graziano Arrighetti, Torino 1960.
- Epicuro, Opere, a cura di Margherita Isnardi Parente, Torino 1974.
- Epicuro, Sulla natura libro II, edizione, traduzione e commento a cura di G. Leone, Napoli 2012.
- Epicuro, Epistola a Erodoto, Introduzione di Emidio Spinelli, Traduzione e commento di Francesco Verde, Roma 2010.
- Epicuro, Lettera sulla felicità. Massime capitali. Testo greco a fronte, traduzione di M. Lazzati, Roma 2010.
- Epicuro, Lettera sulla felicità, traduzione di Angelo Pellegrino, Roma 1992.
- Anna Angeli, "Lettere di Epicuro dall’Egitto (POxy lxxvi 3077)", Studi di Egittologia e di Papirologia, 20, 2013, pp. 9–31.
- Graziano Arrighetti, Marcello Gigante, "Frammenti del libro undicesimo ‘Della natura’ di Epicuro (PHerc. 1042)", Cronache Ercolanesi, 7, 1977, pp. 5–8.
- Raffaele Cantarella, Graziano Arrighetti, "Il libro Sul tempo (PHerc. 1413) dell’opera di Epicuro 'Sulla natura'", Cronache Ercolanesi, 2, 1972, pp. 5–46.
- Simon Laursen, "The Early Parts of Epicurus, 'On Nature', 25th Book", Cronache Ercolanesi, 25,1995, pp. 5–109.
- Simon Laursen, "The Later Parts of Epicurus, 'On Nature', 25th Book", Cronache Ercolanesi, 27,1997, 00. 5–83.
- Giuliana Leone, "Epicuro, 'Della natura', libro XIV", Cronache Ercolanesi, 14, 1984, pp. 17–107.
- Giuliana Leone, "Epicuro, 'Della natura', libro XXIV (PHerc. 1431)", Cronache Ercolanesi, 32, 2002, pp. 7–135.
- Claire Millot, "Epicure ‘De la nature’ livre XV", Cronache Ercolanesi, 7, 1977, pp. 9–39.
- David Sedley, "Epicurus, 'On Nature', Book XXVII", Cronache Ercolanesi, 3, 1973, pp. 5–83.

### Fonti secondarie
- Marco Tullio Cicerone, De finibus bonorum et malorum, p.e. in traduzione di Stefanuto A., Milano 2000. ISBN 88-8144-805-X.
- Diogene di Enoanda, I frammenti di Diogene di Enoanda, Licosa 1984.
- Diogene Laerzio, Vite e dottrine dei più celebri filosofi, Testo greco a fronte, a cura di Giovanni Reale con la collaborazione di Giuseppe Girgenti e Ilaria Ramelli, Milano 2005.
- Tito Lucrezio Caro, Sulla natura delle cose, a cura di A. M. Esolen, Baltimore 1995. ISBN 0-8018-5055-X.
- Marco Aurelio, Colloqui con sé stesso (pensieri), Traduzione e note di Enrico V. Maltese, Milano 1993 (II ed. 1999).

### Studi
- V. E. Alfieri, Gli atomisti, Bari 1936.
- V. E. Alfieri, Atomos idea. L'origine del concetto dell'atomo nel pensiero greco, Firenze 1953 (seconda edizione riveduta Galatina 1979).
- E. Asmis, Epicurus' Scientific Method, Ithaca, Cornell University Press, 1984.
- C. Bailey, The Greek Atomists and Epicurus, Oxford 1928.
- E. Bignone, L'Aristotele perduto e la formazione filosofica di Epicuro, 2 voll., Firenze 1936 (nuova edizione Milano 2007).
- Carlo Diano, La psicologia di Epicuro, Roma, 1939.
- Carlo Diano, La psicologia d'Epicuro e la teoria delle passioni. Firenze 1943.
- Carlo Diano, La filosofia del piacere e la società degli amici, Padova, 1962.
- Carlo Diano, Epikur und die Dichter; ein Dialog zur Poetik Epikurus, Bonn 1967.
- J. Fallot, Il piacere e la morte nella filosofia di Epicuro, Torino 1977.
- J. Fish, K. R. Sanders, (eds.), Epicurus and the Epicurean Tradition, Cambridge 2011.
- D. Fusaro, La farmacia di Epicuro. La filosofia come terapia dell'anima, Padova 2006 (prefazione di Giovanni Reale).
- Carlos García Gual, Epicuro, Alianza Editorial, 2002 ISBN 84-206-4094-8.
- A. Gigandet, P.-M. Morel (eds.), Lire Épicure et les épicuriens, Parigi 2007.
- H. Jones, La tradizione Epicurea. Atomismo e materialismo dall'Antichità all'Età Moderna, Genova 1999.
- W. Lapini, L’Epistola a Erodoto e il bios di Epicuro in Diogene Laerzio. Note testuali, esegetiche e metodologiche, Roma 2015.
- M. Onfray, Le saggezze antiche. Controstoria della filosofia I, Roma 2007.
- D. Pesce, Introduzione a Epicuro, Roma-Bari 1981.
- D. Pesce, Saggio su Epicuro, Roma-Bari 1974.
- "Epicuro" in AA.VV., Dialoghi oltre il tempo e lo spazio. Il convivio impossibile dei grandi della filosofia, Laterza, 2024, pp. 113-124.
- F. Verde, Elachista. La dottrina dei minimi nell'Epicureismo, Leuven University Press 2013.
- F. Verde, Epicuro, Roma 2013.
- J. Warren, The Cambridge Companion to Epicureanism, Cambridge 2009.
- E. Zeller, R. Mondolfo, La filosofia dei greci, vol. IV, La Filosofia post-aristotelica, voll. IV e VI, Firenze 1968.